# Старчевић
Старчевић је јужнословенско презиме. Презиме се може односити на следеће особе:
- Анте Старчевић (1823–1896), хрватски политичар и књижевник
- Миле Старчевић (1862–1917), хрватски политичар
- Слободан Старчевић (1971), српски и босанскохерцеговачки фудбалски менаџер